# WMAP
La Wilkinson Microwave Anisotropy Probe o WMAP es una sonda de la NASA cuya misión fue estudiar el cielo y medir las diferencias de temperatura que se observan en la radiación de fondo de microondas, un remanente del Big Bang. Fue lanzada por un cohete Delta II el 30 de junio de 2001 desde Cabo Cañaveral, Florida, Estados Unidos.
El objetivo de la misión WMAP era comprobar las teorías sobre el origen y evolución del universo. Esta misión fue la sucesora del Cosmic Background Explorer (COBE) y entra dentro del programa de exploradores de clase media de la NASA.
WMAP fue nombrada así en honor a David Wilkinson, miembro del equipo científico de la misión y pionero en el estudio de la radiación de fondo. Los objetivos científicos de la misión son que la temperatura del fondo cósmico de microondas debe ser medida con una altísima resolución y sensibilidad. Debido a esto, el mayor énfasis en el diseño fue el de evitar errores sistémicos en la toma de datos. 
La sonda WMAP usa radiómetros diferenciales de microondas que miden las diferencias de temperatura entre dos puntos cualquiera del cielo. WMAP se encuentra en órbita en torno al punto lagrangiano L2, situado a unos 1.5 millones de kilómetros de la Tierra.

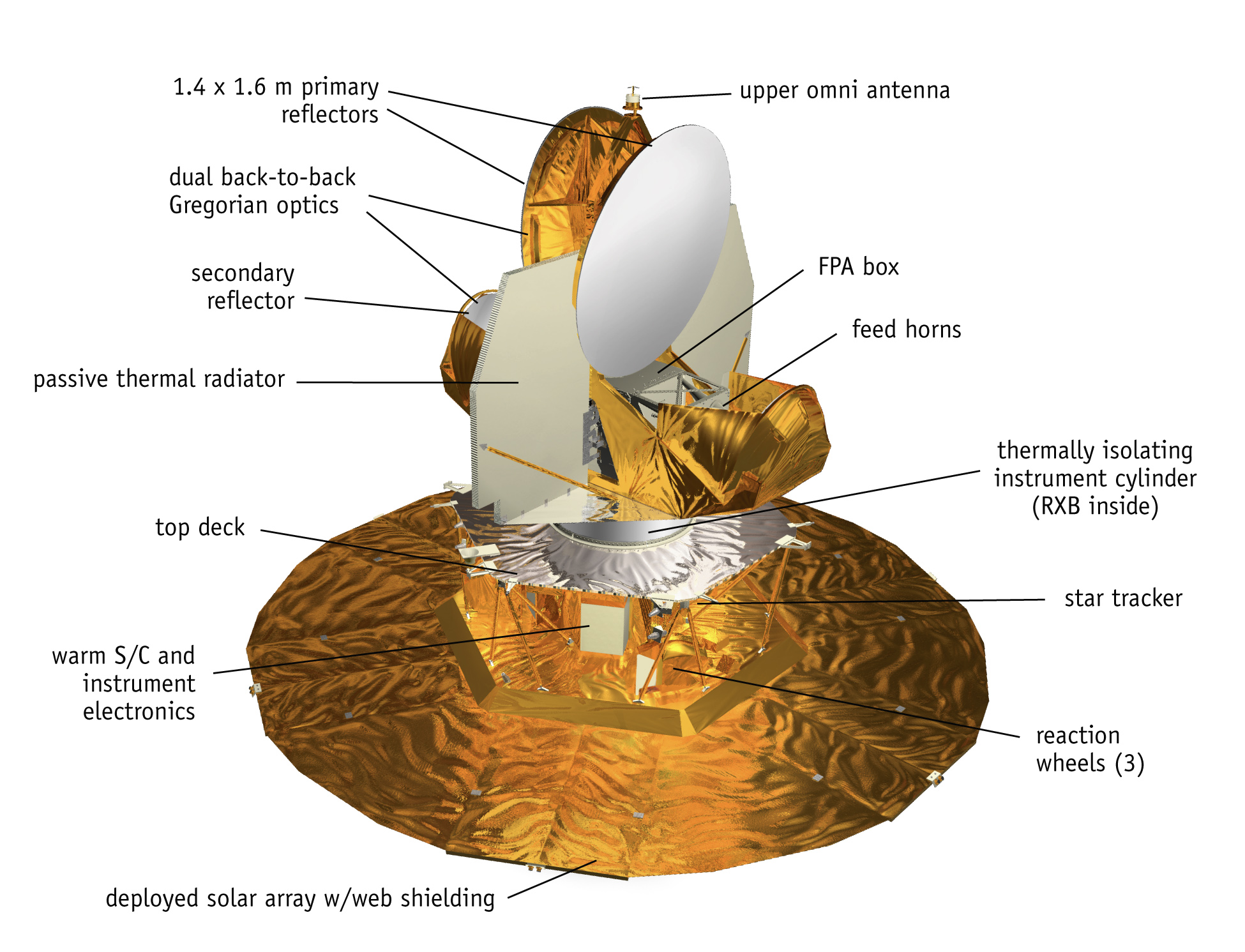
Diagrama del WMAP.

Este punto de observación (situado en la línea que une al sol con la tierra) proporcionaba a la sonda un entorno excepcionalmente estable, ya que puede apuntar en cualquier dirección al espacio profundo, sin verse afectada por la presencia de la estrella madre. Además, desde el punto L2 la sonda observa el cielo entero cada seis meses. Para evitar las interferencias provenientes de nuestra propia galaxia, WMAP usaba cinco bandas de frecuencia separadas, desde los 22 GHz a los 90 GHz.

Animación que muestra la sonda WMAP en 360° alrededor de su eje.

El 11 de febrero de 2003, el grupo de relaciones públicas de la NASA convocó una rueda de prensa para comunicar la edad y composición del universo sobre la base de datos de la sonda WMAP. En dicha rueda de prensa se desveló la imagen más intrincada del universo primigenio tomada hasta hoy, hasta los resultados del satélite artificial Planck. Según la NASA, esta imagen "contiene tal nivel de detalle que se puede considerar uno de los resultados científicos más importantes de los últimos años". Hay que tener en cuenta que si bien esta imagen no es la de mayor resolución tomada sobre el fondo cósmico de microondas, fue en su momento la mejor imagen que tenemos de la radiación de fondo de todo el cielo.
Los datos de tres años del WMAP fueron publicados el 17 de marzo de 2006. Estos datos incluyen las medidas de la temperatura y de la polarización de los CMB, que proporcionan una confirmación más fuerte del modelo estándar Lambda-CDM. Posteriormente, en 2008, se publicaron los datos de 5 años, en 2010 los de 7 años y en 2012 los de 9 años.

## Descubrimientos realizados con la sonda WMAP

Imagen del WMAP del fondo cósmico de microondas.

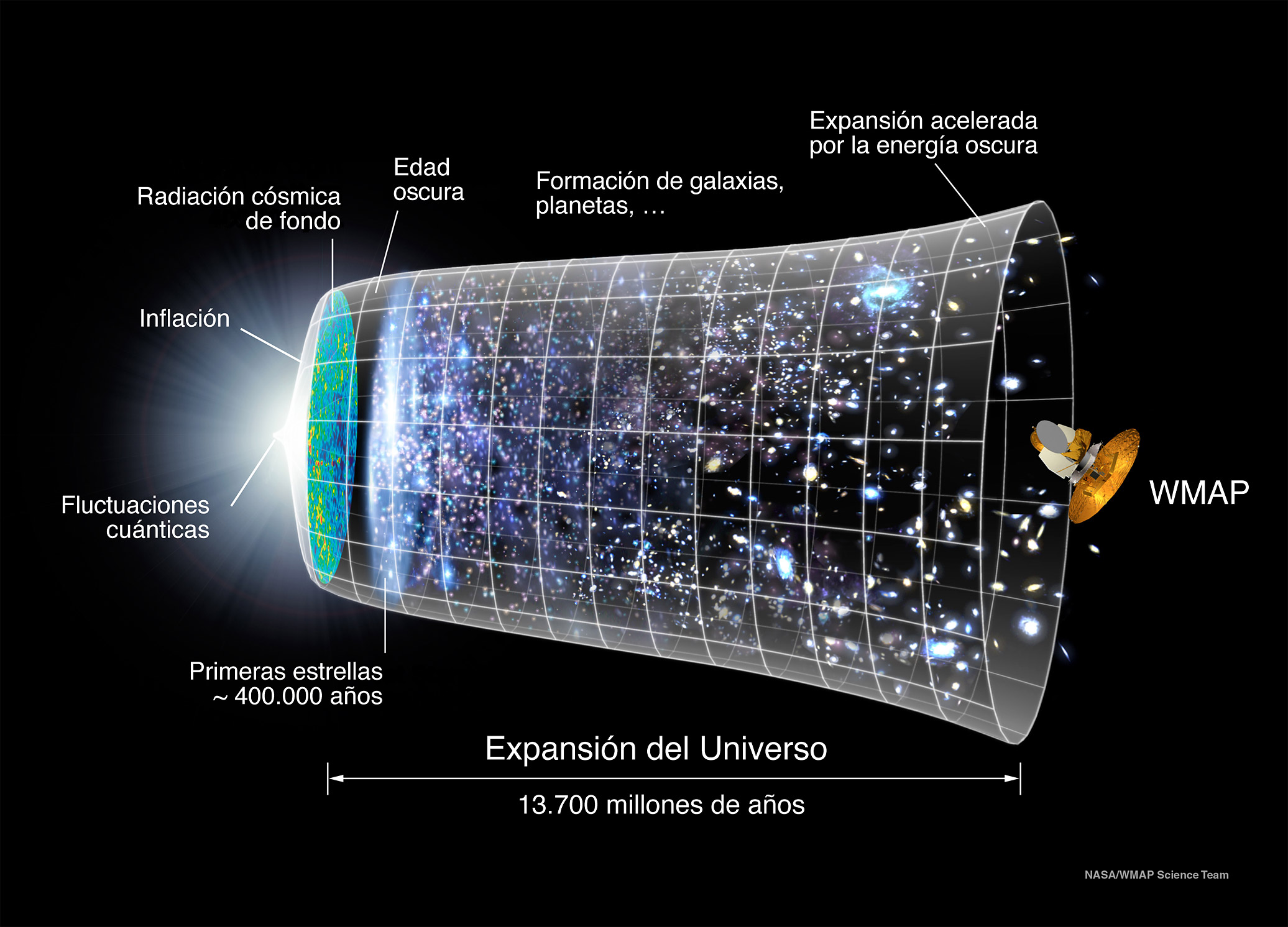
Línea de tiempo de la gran explosión.

WMAP obtuvo medidas de muchos parámetros cosmológicos con una precisión mucho mayor que la que teníamos hasta entonces. De acuerdo con los modelos de entonces del universo, los datos del WMAP mostraron que:
- La edad del universo es de 13.700 ± 200 millones de años.
- El universo está compuesto de un 4% de materia ordinaria, 23% de materia oscura y de un 73% de la misteriosa energía oscura.
- Los modelos cosmológicos inflacionarios se verifican con las observaciones, aunque hay una anomalía inexplicada a grandes escalas angulares.
- La Constante de Hubble es 70 (km/s)/Mpc, +2.4/-3.2
- Los datos del WMAP confirman, con sólo un 0,5% de margen de error, que la forma del universo es plana.[11]
- Los panoramas cosmológicos de la inflación cósmica están en un acuerdo mejor con los datos de tres años, aunque todavía hay una anomalía inexplicada en la medida angular más grande del momento cuadrupolar.

## Otros instrumentos centrados también en la medida del fondo cósmico de microondas

### Previos al WMAP
Antes del WMAP, varios instrumentos mejoraron nuestros mapas del fondo cósmico de microondas:
- El Explorador del Fondo Cósmico COBE: midió las fluctuaciones a gran escala, con poca resolución
- Cosmic Anisotropy Telescope: midió las variaciones a pequeña escala en regiones concretas del cielo
- BOOMERanG: midió las fluctuaciones con una precisión mejorada
- Maxima: midió las fluctuaciones con una precisión mejorada
- Cosmic Background Imager: midió las fluctuaciones a pequeña escala con una precisión mejorada

### Posteriores al WMAP
Instrumentos que han realizado medidas con mayor precisión y resolución que el WMAP:

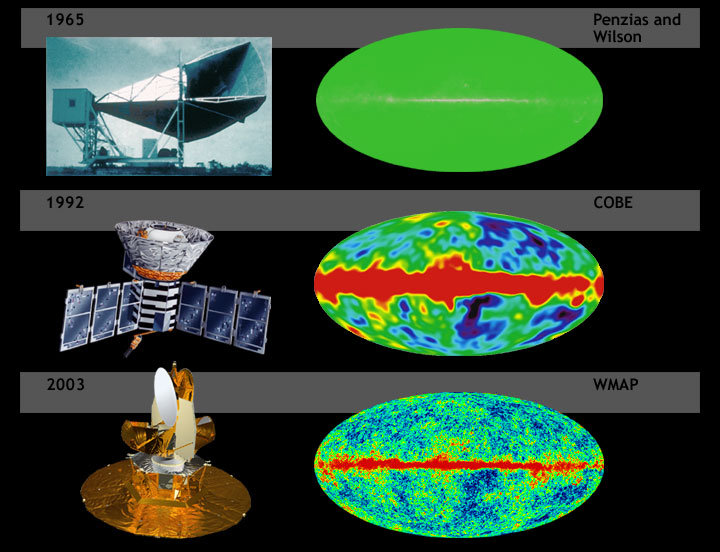
Comparación de la sensitividad para medir la radiación de fondo del universo de WMAP con la de COBE y el telescopio de Penzias y Wilson (Antena de cuernos Holmdel en Nueva Jersey) (con datos simulados)

- Satélite artificial Planck

## Misiones de seguimiento y mediciones futuras

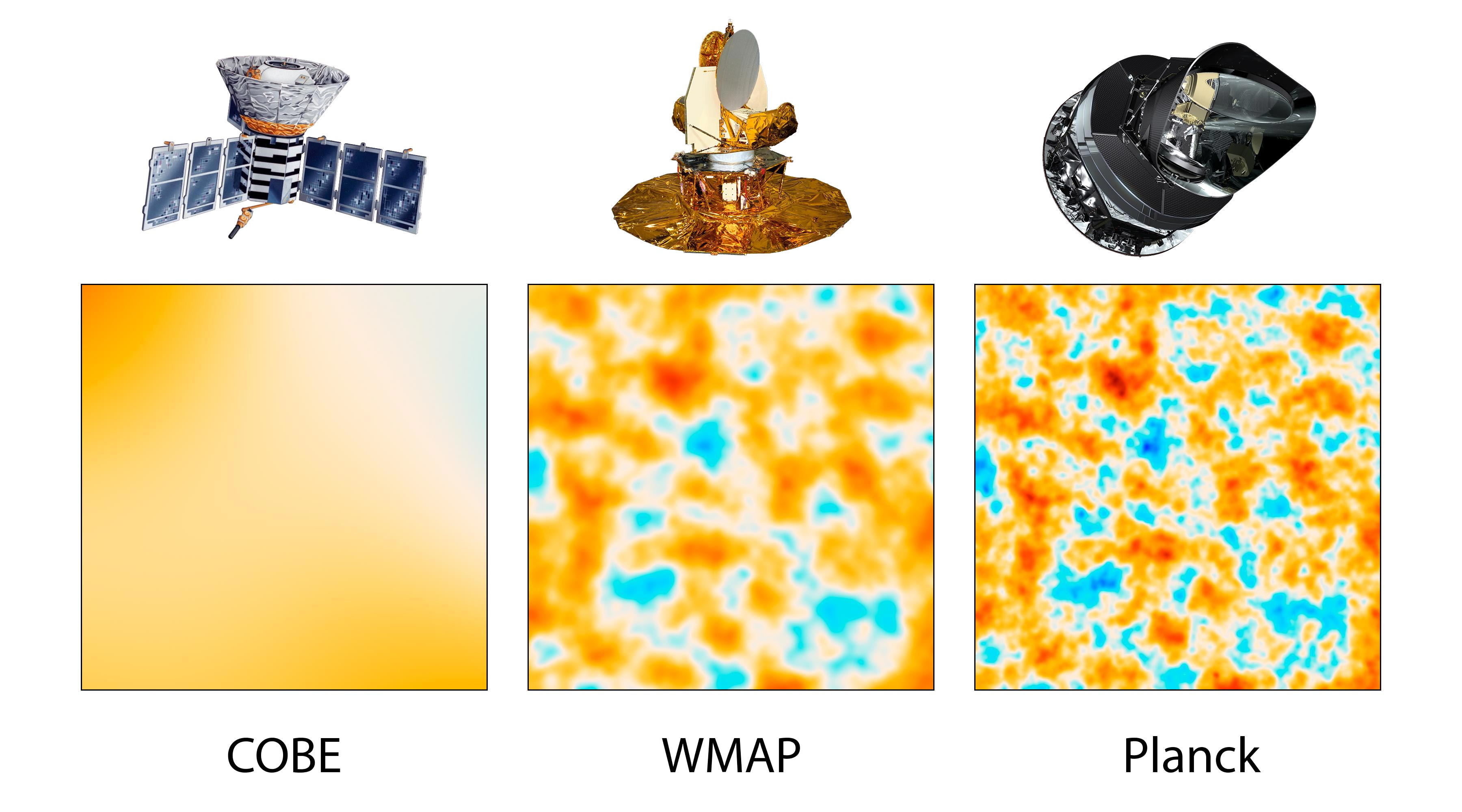
Comparación de resultados sobre la radiación de fondo del COBE, WMAP y Planck — 21 de marzo de 2013.

El calendario original para el WMAP constaba de dos años de observaciones. Estos se completaron en septiembre de 2003. Se concedieron extensiones de la misión en 2002, 2004, 2006 y 2008, dando a la nave espacial un total de 9 años de observación, que terminó en agosto de 2010 y en octubre de 2010 la nave espacial fue trasladada a una órbita heliocéntrica, una órbita cementerio.
La nave espacial Planck, también midió la radiación de fondo de 2009 a 2013 y tiene como objetivo refinar las mediciones realizadas por WMAP, tanto en intensidad total como en polarización. Varios instrumentos basados en tierra y en globos también han hecho contribuciones sobre la radiación de fondo CMB, y otros están siendo construidos para hacerlo. Muchos están dirigidos a buscar la polarización en modo B esperada de los modelos más simples de inflación, incluyendo el experimento E y B (EBEX), el polarímetro Spider, el BICEP y Keck Array (BICEP2), el Keck Array, el QUIET, el Cosmology Large Angular Scale Surveyor (CLASS), el Telescopio Polo Sur (SPTpol) y otros.
El 21 de marzo de 2013, el equipo de investigación liderado por Europa de la nave espacial Planck publicó el mapa del fondo cósmico de microondas de la misión. El mapa sugiere que el universo es un poco más antiguo de lo que se pensaba anteriormente. Según el mapa, sutiles fluctuaciones de temperatura se imprimieron en el cielo profundo cuando el cosmos tenía unos 370.000 años de edad. La impronta refleja ondas que surgieron tan pronto como la primera nonillionésima (10−30) parte de un segundo en la existencia del universo. Aparentemente, estas ondas dieron lugar al actual vasto Universo observable de agrupaciones galácticas y materia oscura. Sobre la base de los datos de 2013, el universo contiene un 4,9 % de materia ordinaria, un 26,8 % de materia oscura y un 68,3 % de energía oscura. El 5 de febrero de 2015, fueron publicados nuevos datos por la misión Planck, según la cual la edad del universo es 13.799 (± 0.021) millones de años y la constante Hubble se midió en 67,74 ± 0,46 (km/s)/Mpc.

## Lanzamiento, trayectoria y órbita
La nave espacial WMAP llegó al Kennedy Space Center el 20 de abril de 2001. Después de haber sido probada durante dos meses, fue lanzada a través de un vehículo de lanzamiento Delta II 7425 el 30 de junio de 2001. Comenzó a operar con su potencia interna cinco minutos antes de su lanzamiento, y continuó funcionando hasta que se desplegó el conjunto de paneles solares. El WMAP fue activado y monitoreado mientras se enfriaba. El 2 de julio de 2001, comenzó a trabajar, primero con pruebas de vuelo (desde el lanzamiento hasta el 17 de agosto de 2001), luego comenzó a trabajar constantemente y formalmente. Después, realizó tres bucles de fase Tierra-Luna, midiendo sus sidelobes y luego voló por la Luna el 30 de julio de 2001, en ruta al punto de Lagrange Sol-Tierra L2, llegando allí el 1 de octubre de 2001, convirtiéndose en la primera misión de observación del CMB.

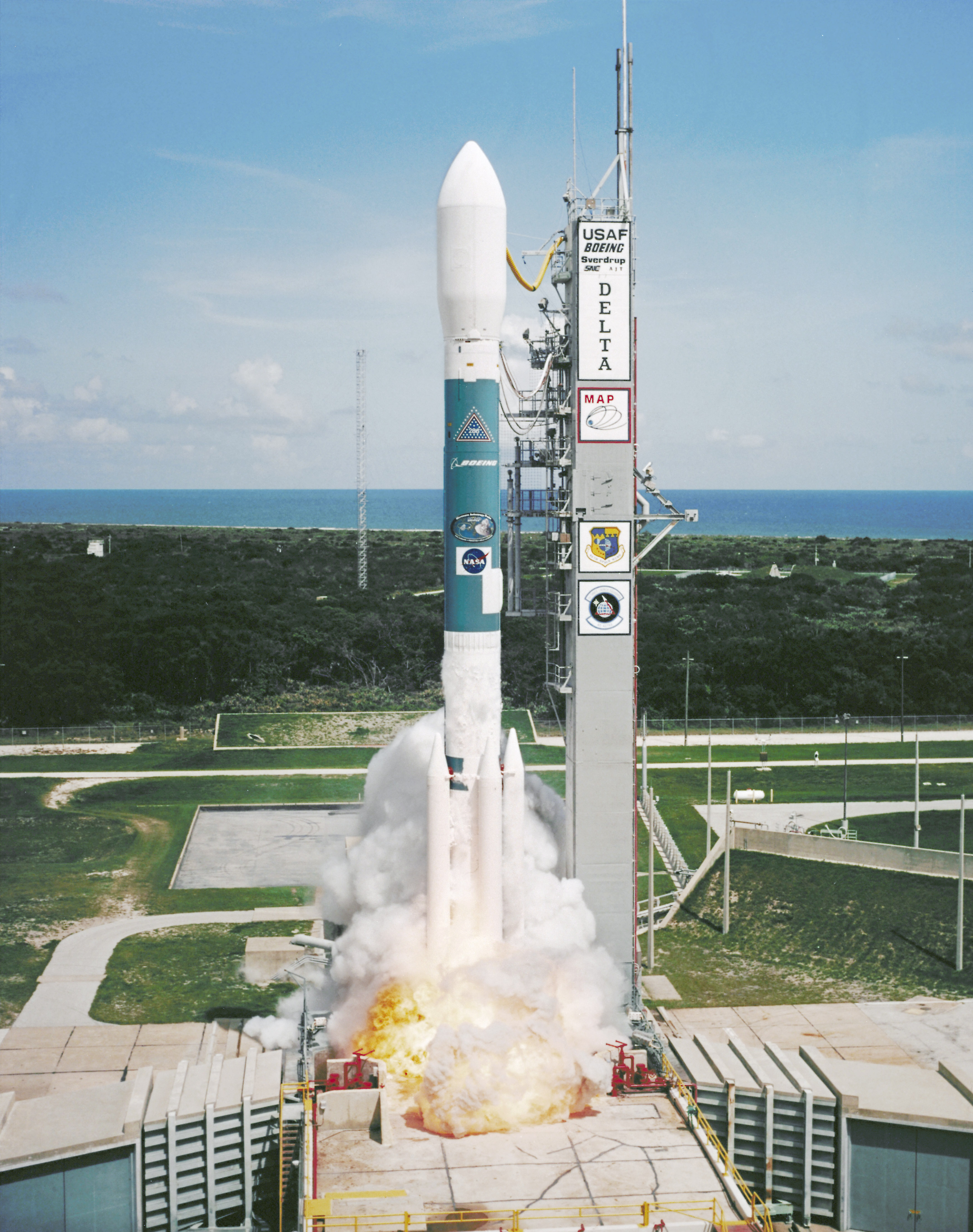
Lanzamiento del WMAP desde el Kennedy Space Center el 30 de junio de 2001
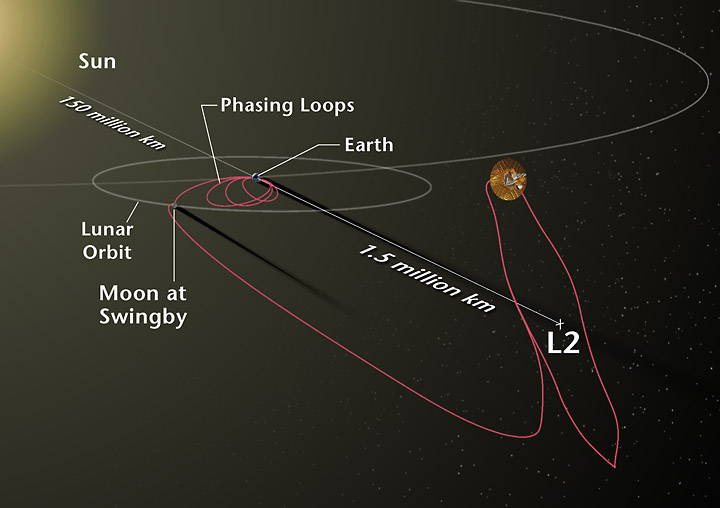
Trayectoria del WMAP y órbita
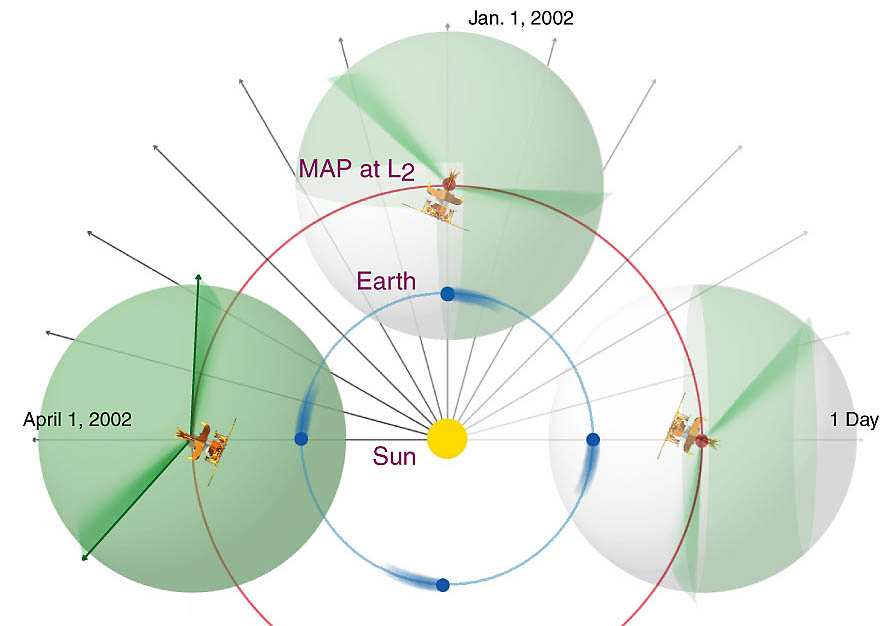
Órbta y estrategia para examinar el cielo del WMAP

## Descripción de la sonda

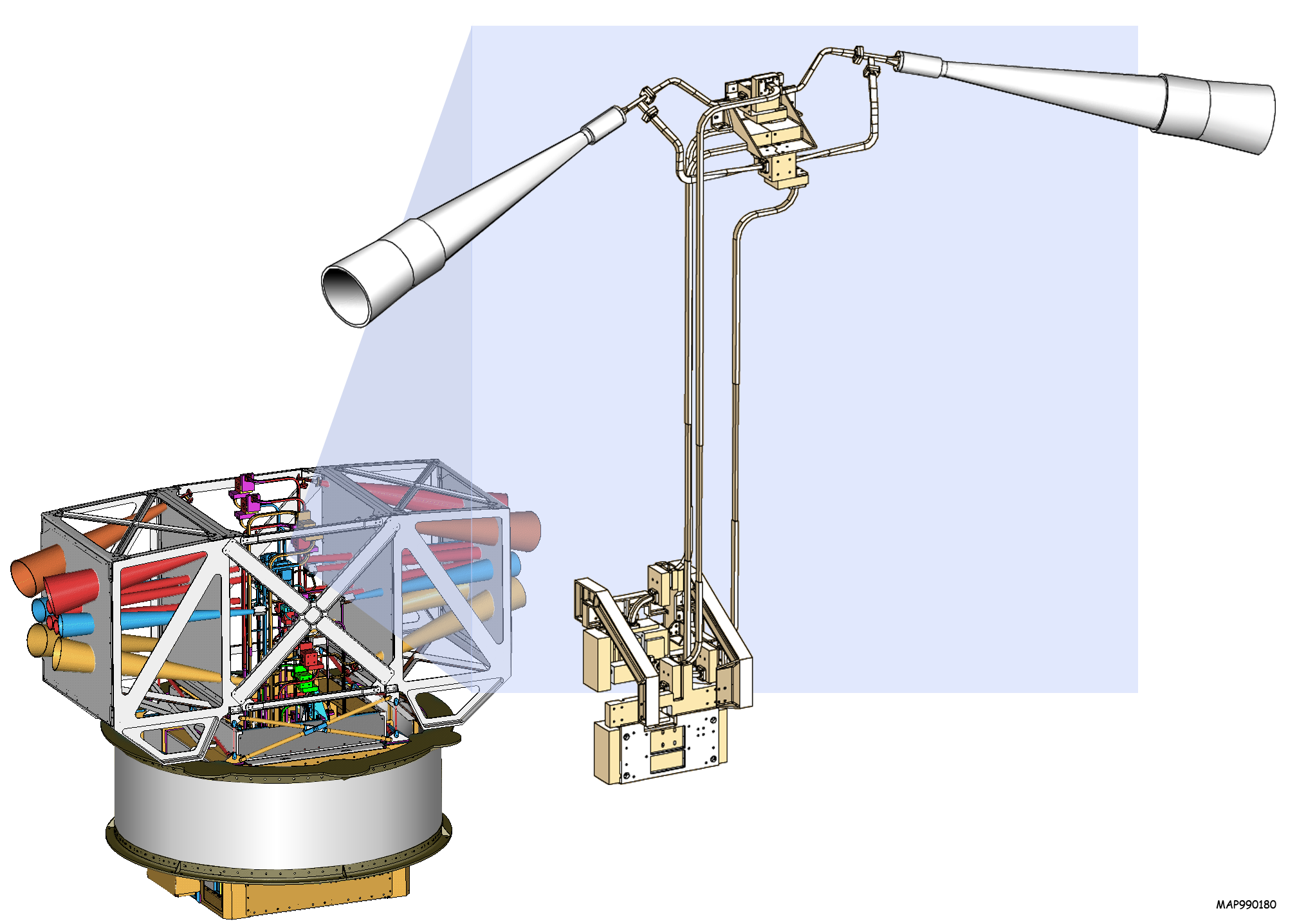
Ilustración de los receptores del WMAP.

Los espejos reflectantes primarios del telescopio eran un par de telescopios gregorianos de 1.6 m, que enfocan la señal en un par de espejos reflectantes secundarios. Están moldeados para un rendimiento óptimo: una cubierta de fibra de carbono sobre un núcleo Korex, recubierto con aluminio y óxido de silicio. Los reflectores secundarios transmiten las señales a los cuernos de alimentación corrugados que se encuentran en una caja de matriz con el plano focal debajo de los reflectores primarios.
Los receptores son radiómetros de polarización diferencial sensible que miden la diferencia entre dos haces del telescopio. La señal se amplifica con transistor de alta electro-movilidad (HEMT), amplificador de bajo ruido construido por el Observatorio Nacional de Radioastronomía (NRAO) de EE. UU. La separación direccional acimut es 180°; el ángulo total es 141°. Para mejorar la eliminación de las señales de primer plano de nuestra galaxia la Vía Láctea, el WMAP utilizó cinco bandas de radiofrecuencia discretas, de 23 GHz a 94 GHz.
La base del WMAP es una matriz de 5 m de diámetro, un panel solar que mantiene los instrumentos en sombra durante las observaciones de CMB, (manteniendo la nave constantemente en ángulo a 22.º, en relación con el Sol). Sobre esta base se asienta una cubierta inferior (que soporta los componentes cálidos) y una cubierta superior. Los componentes fríos del telescopio son la matriz de plano focal y los espejos, se separan de los componentes cálidos con una carcasa cilíndrica de 33 cm de longitud.
Los radiadores térmicos pasivos enfrían el WMAP a aproximadamente 90 K. Están conectados a los amplificadores de bajo ruido. El telescopio consume 419 W de potencia. Los calentadores de telescopio disponibles son calentadores de emergencia-supervivencia, y hay un calentador transmisor, que se utiliza para calentarlos cuando están apagados. La temperatura de la nave espacial WMAP se controla con termómetros de resistencia al platino.
La calibración del WMAP se efectúa con el dipolo CMB y las mediciones de Júpiter. Los patrones del haz se miden contra Júpiter. Los datos del telescopio se transmitían diariamente a través de un transpondedor de 2 Ghz que proporciona un enlace descendente de 667 kbit/s a una estación 70 m de la NASA Deep Space Network. La nave espacial tiene dos transpondedores, uno de ellos una copia de seguridad redundante; son mínimamente activos (unos 40 minutos diarios) para minimizar la interferencia de radiofrecuencia. La posición del telescopio se mantiene, en sus tres ejes, con tres ruedas de reacción, giroscopios, dos rastreadores de estrellas y sensor del sol, y estaba dirigido con ocho propulsores de hidracina.

## Desarrollo
La misión MAP fue propuesta a la NASA en 1995, seleccionada para el estudio de definición en 1996, y aprobada para su desarrollo en 1997.
El WMAP fue precedido por dos misiones de observación del CMB; (i) el soviético Relikt-1 que reportó las mediciones del límite superior de las anisotropías CMB, y (ii) el satélite estadounidense Cosmic Background Explorer COBE que reportó por primera vez fluctuaciones de CMB a gran escala. El WMAP era 45 veces más sensible, con 33 veces la resolución angular de su predecesor de satélite COBE. La misión sucesora del Planck Europeo (operativa 2009-2013) tuvo una resolución más alta y una mayor sensibilidad que la WMAP y se observó en 9 bandas de frecuencia en lugar de las 5 del WMAP, lo que permitió mejorar los modelos astrofísicos de primer plano.